# Wandignies-Hamage
Wandignies-Hamage är en kommun i departementet Nord i regionen Hauts-de-France i norra Frankrike. Kommunen ligger i kantonen Marchiennes som tillhör arrondissementet Douai. År 2022 hade Wandignies-Hamage 1 310 invånare.

## Befolkningsutveckling
Antalet invånare i kommunen Wandignies-Hamage
| Referens: INSEE |